# Yên Phú, Yên Mỹ
Yên Phú là một xã thuộc huyện Yên Mỹ, tỉnh Hưng Yên, Việt Nam.

## Địa lý
Xã Yên Phú có vị trí địa lý:
- Phía đông giáp huyện Khoái Châu và các xã Minh Châu, Yên Hòa
- Phía tây giáp xã Hoàn Long
- Phía nam giáp huyện Khoái Châu
- Phía bắc giáp xã Đồng Than và xã Việt Cường.

Xã Yên Phú có diện tích 8,11 km², dân số năm 2019 là 13.850 người, mật độ dân số đạt 1.708 người/km².

## Lịch sử
Trước đây, xã Yên Phú thuộc huyện Châu Giang cũ.
Ngày 24 tháng 7 năm 1999, Chính phủ ban hành Nghị định 60/1999/NĐ-CP về việc chuyển xã Yên Phú thuộc huyện Châu Giang cũ về huyện Yên Mỹ mới tái lập quản lý.